# Castelo de Odemira
O Castelo de Odemira é um antigo monumento militar, situado na vila de Odemira, na região do Alentejo, em Portugal. Foi construído num local alcantilado na margem do Rio Mira, que oferecia boas condições naturais de defesa, e permitia controlar o rio num ponto em que ele deixava de ser navegável, sendo por isso um importante corredor entre o litoral e o interior. O castelo poderá ter origem num povoado fortificado da Idade do Bronze, que continuou a ser habitado ao longo da Idade do Ferro, tendo sido descoberta um fosso defensivo deste período. Foi provavelmente abandonado no século I d.C., durante a época romana. A próxima fase de ocupação corresponde à era muçulmana, podendo a povoação ter contado com uma alcáçova. As referências mais antigas ao castelo surgem nos séculos XIII e XIV, já após a reconquista cristã da região. O fortificação entrou em decadência a partir do século XV, tendo desaparecido quase por completo, sobrevivendo apenas alguns vestígios das suas muralhas. Em 1999 foi construído o edifício da Biblioteca Municipal no interior das ruínas do castelo.

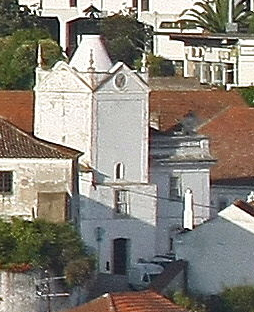
Edifício dos Paços do Concelho de Odemira, cuja torre poderá ter sido erguida sobre parte do antigo castelo.

## Descrição
Os vestígios mais significativos do castelo situam-se junto ao jardim do Cerro do Peguinho, no interior da vila, e na margem direita do Rio Mira, prolongando ao longo da vertente para Sul. Consistem numa ampla esplanada que é definida por restos da antiga muralha, num espaço em forma de cunha, com um contorno sensivelmente oval. Este local situa-se no ponto mais elevado da vila, num promontório de altura muito acentuada, que tinha boas condições de defesa e permitia dominar o vale formado pelo Rio Mira. Nesta esplanada foi posteriormente construído o edifício da Biblioteca Municipal de Odemira. Esta área era de grande importância, por ser o ponto onde o Rio Mira deixava de ser navegável, constituindo um antigo corredor de passagem entre a faixa litoral e a região interior, sendo desta forma vital para controlar a zona de hinterland do rio.
Também pode ter existido uma segunda cintura de muralhas protegendo a vila, embora não tenham restado quaisquer indícios significativos desta estrutura, além que as alterações no tecido urbano da vila impedem a identificação dos seus limites medievais. Além das ruínas junto ao Cerro do Peguinho, foram descobertos alguns vestígios que se articulam de forma significativa com os edifícios, e que foram utilizados como base para estruturas, nomeadamente a torre sineira da Câmara Municipal. Um outro lanço reconstruído está associado à base de uma torre, de planta quadrangular. Outros vestígios medievais foram encontrados em 2021, durante obras de reabilitação num edifício municipal situado junto à Praça da República e as Escadinhas de São Salvador, que permitiram identificar uma antiga rua que dava acesso às margens do rio.

## História

### Pré-história e período romano
As origens do castelo são pouco conhecidas, tendo as pesquisas arqueológicas feitas no local sido incapazes de determinar as fases de ocupação. Porém, foram encontrados vestígios de um povoado fortificado dos finais da Idade do Bronze. Este situava-se no cimo de um esporão na margem direita, numa cota de 30 m, numa zona que tinha boas condições de defesa e permitia controlar o Rio Mira. Este povoado ocupava uma área de cerca de 2 Ha, e distribuía-se por duas plataformas, com a superior a corresponder ao centro histórico de Odemira e ao castelo medieval, enquanto que a inferior, situada a Noroeste, foi posteriormente ocupada por uma igreja, e depois terraplanada e coberta por jardins. O povoado era protegido por uma muralha, sendo provavelmente a entrada no lado Sudeste. Foi descoberto espólio dos finais da Idade do Bronze desde esta área até ao edifício da Câmara Municipal.
O povoamento da área continuou ao longo da Idade do Ferro, como pode ser comprovado pela presença de materiais daquela época na Várzea de Salamoa, nas imediações do cemitério. A tradição aponta para uma fundação durante o período romano, podendo ser neste caso um ópido, devido à sua situação, num local de altura muito acentuada. Na Rua António Fortunato Simões dos Santos, nas imediações das ruínas do castelo, foram descobertos muitos indícios da época romana, incluindo silos, ruínas de estruturas, e fragmentos de ânforas e outras peças de cerâmica.
Durante as pesquisas arqueológicas feitas no âmbito das obras de renovação do Cine-teatro, foram encontrados vestígios de um fosso defensivo pertencente à povoação da Idade do Ferro, que tinha uma largura de 2,3 m, um perfil em saco e uma profundidade que atingia os 3 m. Esta estrutura foi escavada e utilizada num período anterior à transição do século IV para o III a. C., tendo sido encontradas provas de atulhamento do fosso com lamas, restos domésticos, derrocadas de paredes, a que se seguiu um encerramento cerimonial, onde foi utilizado uma mistura de argila vermelha e partes de bovídeos, e finalmente sedimentação natural. Nesta fase só foi coberto cerca de um terço do fosso, tendo sido preenchido na sua totalidade nas épocas posteriores. O local foi depois ocupado durante a era romana, tendo sid recolhida uma grande quantidade de fragmentos de ânforas oriundos de Cádis e da Península Itálica, testemunhando a importância da povoação como um entreposto comercial para produtos que vinham por via marítima. Os últimos vestígios de ocupação datam da época de Augusto, no século I d.C., indicando que a povoação terá sido abandonada ou entrou em profundo declínio durante a Dinastia júlio-claudiana, situação que também se verificou noutros povoados romanos na região, como em Garvão e nas Mesas do Castelinho, que também entraram em decadência ou desapareceram entre os séculos I e II d.C. Este processo poderá ter sido causado pela incapacidade dos centros urbanos em se adaptarem aos novos métodos de urbanismo e à reorganização territorial, introduzidos nos princípios do império.

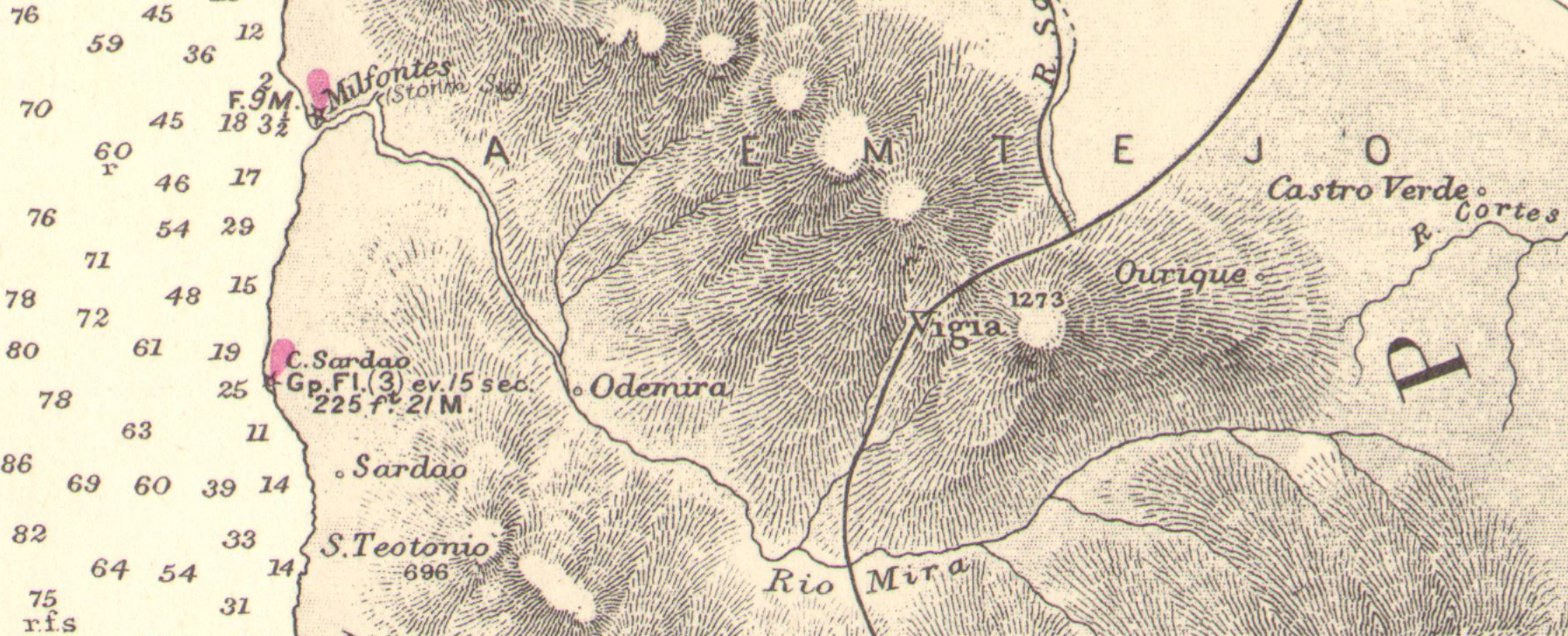
Detalhe do Rio Mira, numa carta náutica de 1873. Odemira situava-se no ponto onde o rio deixava de ser navegável, afirmando a vila como um entreposto entre o transporte marítimo, que seguia pelo rio, e o interior.

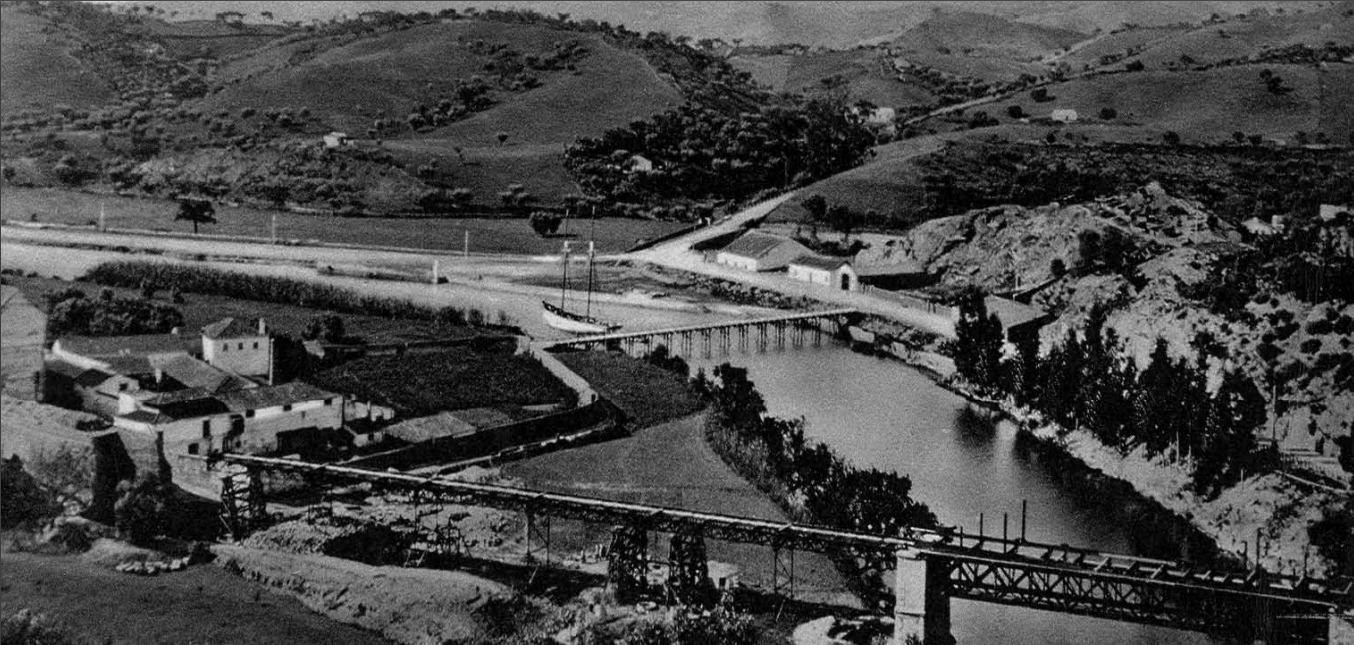
Obras de reconstrução da ponte rodoviária, que decorreram entre 1935 e 1941. No lado direito é visível o Cerro do Peguinho, onde estava situado o castelo.

### Idade Média e Moderna
Durante a época islâmica, terá existido uma povoação no local onde se situa Odemira, que poderia ter tido uma alcáçova, embora não hajam informações sobre qual seria a sua forma. A área foi habitada durante este período, uma vez que nas imediações do cemitério foram descobertos materiais cerâmicos dos séculos IX a XI. Além da sua importância como ponto de controle do rio, a fortaleza de Odemira também poderá ter sido parte de uma linha defensiva islâmica, que também incluía os castelos de Messejana, Aljustrel, Beja e Moura, formada em resposta à fronteira provisória criada pela reconquista de Alcácer do Sal, Torrão e Évora. Durante este período, a vila e o castelo terão sido protegidos por uma rede de pequenas fortificações, que dominavam os vários acessos terrestres e fluviais a Aljustrel, e que possivelmente também serviriam como refúgio para as populações locais. Foram encontrados os vestígios de pelo menos três destes pequenos fortes: o Cerro do Castelo em Castelão, o Cerro do Castelo das Bouças, sobre a Ribeira da Capelinha, e o Castelo da Caneja. Nas escavações feitas junto a um anfiteatro moderno, situado na plataforma superior do povoado pré-histórico, foram descobertos um muro e uma calçada dos séculos XVII a XVIII, sobre um muro da época medieval islâmica, e na área foram descobertos vestígios osteológicos humanos, que provavelmente vieram de uma necrópole medieval.
A região foi reconquistada por D. Afonso Henriques em 1166, existindo uma lenda sobre a conquista do castelo, segundo a qual os cristãos entraram no Rio Mira por Vila Nova de Milfontes, e de forma a ocultar o seu avanço até Odemira utilizaram pequenos barcos escondidos pelos canaviais. Desta forma, teriam conseguido surpreender a guarnição do castelo, que não conseguiu oferecer uma resistência eficaz. Uma outra lenda relata que uma mulher teria visto os exércitos cristãos a chegarem, e altertou o alcaide, chamado de Ode, gritando Ode, Mira!, dando assim o nome à vila. Porém, esta explicação é paradoxal, uma vez que o termo Odi é uma corrupção das palavras islâmicas wad ou wed, significando rio, além que Ode nunca foi um nome próprio islâmico. De acordo com a obra Portugal antigo e moderno, publicada por Pinho Leal em 1875, a segunda metade do nome, Mir, poderá ter origem em emir, um título utilizado por líderes políticos no mundo islâmico.
A área de Odemira foi definitivamente tomada aos muçulmanos em 1238, e em 1245 o castelo foi doado por D. Paio Peres Correia, mestre da Ordem de Santiago, ao Bispo do Porto, D. Pedro Salvadores, doação que prova que a vila possuía muralhas nessa altura. A povoação recebeu um foral de D. Afonso III em 28 de Março de 1256, e neste ano o castelo teria sido doado ao Bispo de Beja, tendo este processo sido confirmado por uma bula do Papa Alexandre IV, que também ofereceu várias indulgências às pessoas que fossem habitar este local, e a defendessem dos ataques muçulmanos. Segundo Pinho Leal, o monarca esperava assim reforçar a população, de forma a que esta localidade e o seu importante castelo não ficassem desguarnecidos, preocupação que viria já do reinado de D. Afonso Henriques. Avançou-se a teoria de que a fortaleza terá sido reconstruída nesta altura, pelo que seguiria as linhas da arquitectura gótica, mas restaram apenas alguns ligeiros vestígios da obra.
A vila e o seu castelo foram doados pelo rei D. Dinis ao almirante genovês Manuel Pessanha em 1319. Esta doação, conhecida como feu, foi feita em conjunto com o reguengo de Algés, constituindo uma importante alteração nas fontes de rendimentos do almirantado, criado apenas dois anos antes, substituindo o pagamento provisório de uma tença anual pelas rendas destas duas propriedades. O monarca passou-lhe igualmente uma carta de foral, e forçou o alcaide, os alvazis e os tabeliões a aceitar a autoridade do almirante. Na sequência desta doação, poderá ter sido construída uma segunda cerca, de forma a proteger a vila em desenvolvimento. Durante o reinado de D. Afonso IV, a vila passou novamente para a Ordem de Santiago durante alguns anos, tendo regressado para os bens da coroa em 1352. Em 1357 o castelo foi entregue a Lançarote Pessanha, filho de Manuel Pessanha, que também foi almirante. Porém, apoiou o lado castelhano durante as Guerras fernandinas, tendo sido punido com a perda da vila de Odemira. Lançarote Pessanha acabaria por ser demitido do posto de almirante em 1373, devido à sua má conduta durante o cerco de Lisboa. Odemira foi dentregue a D. Álvaro Pires de Castro, e posteriormente foi doada pelo rei D. João I ao almirante Manuel Pessanha II, filho de Lançarote Pessanha, em condições semelhante às do seu pai. Este processo pode ser considerado como uma restituição da confiança real na institutuição do almirantado, ou então pode ter feito parte do conjunto de recompensas que o monarca deu aos nobres que estiveram do seu lado durante a guerra da sucessão. Após a morte de Manuel Pessanha II, D. João I concedeu o posto de almirante ao seu irmão Carlos Pessanha II.
A vila esteve assim novamente na posse do almirantado até 1387, quando foi doada por D. João I a Lourenço Anes Fogaça. O último elemento desta família a possuir o senhorio de Odemira foi João Fogaça, escudeiro da casa do Infante D. João. Em 1446, o rei D. Afonso V concedeu a D. Sancho de Noronha o título de Conde de Odemira, que foi extinto em 1661, e integrado no Ducado de Cadaval. A partir do século XV, a fortaleza começou a perder importância para as linhas de defesa marítimas, entrando num processo de decadência.

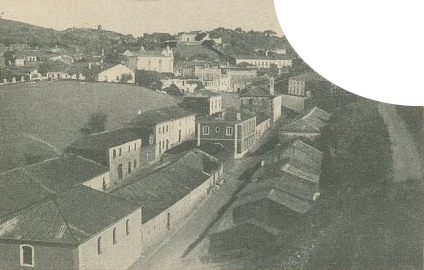
Bairro do Prado, nos princípios do século XX. Ao fundo é visível o centro da vila e a Igreja da Misericórdia, e no lado direito da fotografia situa-se a colina do Cerro do Peguinho, onde antes se erguia o castelo.

### Séculos XVIII e XIX
Posteriormente, o processo de evolução urbana da vila ultrapassou os antigos limites medievais, delimitados originalmente pelas muralhas. Este núcleo, conhecido como Bairro do Castelo, estava situado num local que permitia controlar o Mira, mas o crescimento urbano tinha-se desenvolvido em sentidos opostos ou divergentes ao rio, pelo que o antigo centro tornou-se numa área de menor importância do ponto de vista urbano e social. O processo de transferência do antigo núcleo para um novo centro urbano culminou com a construção de um novo edifício para a câmara municipal em 1865, abrindo um novo espaço conhecido como Praça Nova, substituindo a Praça Velha, na área medieval.
Já em meados do século XVIII, o castelo medieval e a Igreja da Trindade estavam em ruínas, como relatado pelas Memórias Paroquiais de 1858, tendo sido transformados num local onde eram tratados os animais com doenças contagiosas. A zona do Cerro do Peguinho, situada mesmo ao lado, era utilizada como depósito de estrume, enquanto que na Reboleira, nas imediações da Trindade, funcionava como pedreira. Na década de 1840 foi instalado o cemitério municipal na Trindade, em resposta ao decreto de 1835, que proibiu os enterramentos dentro das igrejas. Pinho Leal refere em 1875, que o castelo «hoje está transformado em cemiterio publico». Porém, devido às reclamações dos proprietários locais, o cemitério foi transferido em 1883, para um local que era mais apropriado de acordo com as novas orientações de higiene e sanidade. Assim, iniciou-se o processo de reurbanização desta área, primeiro com a instalação de um espaço público na zona da Trindade e no Cerro do Peguinho, posteriormente conhecido como Passeio Pedro Álvares Cabral, tentando emular a abertura do Passeio Público de Lisboa. Porém, esta medida não conseguiu atrair o desenvolvimento urbano esperado, a a área continuou periférica. Ao mesmo tempo, a autarquia também encetou o arranjo urbanístico de vários espaços na vila, incluindo o antigo castelo, tendo em 1876 ordenado a arborização da Rua Nova do Castelo.

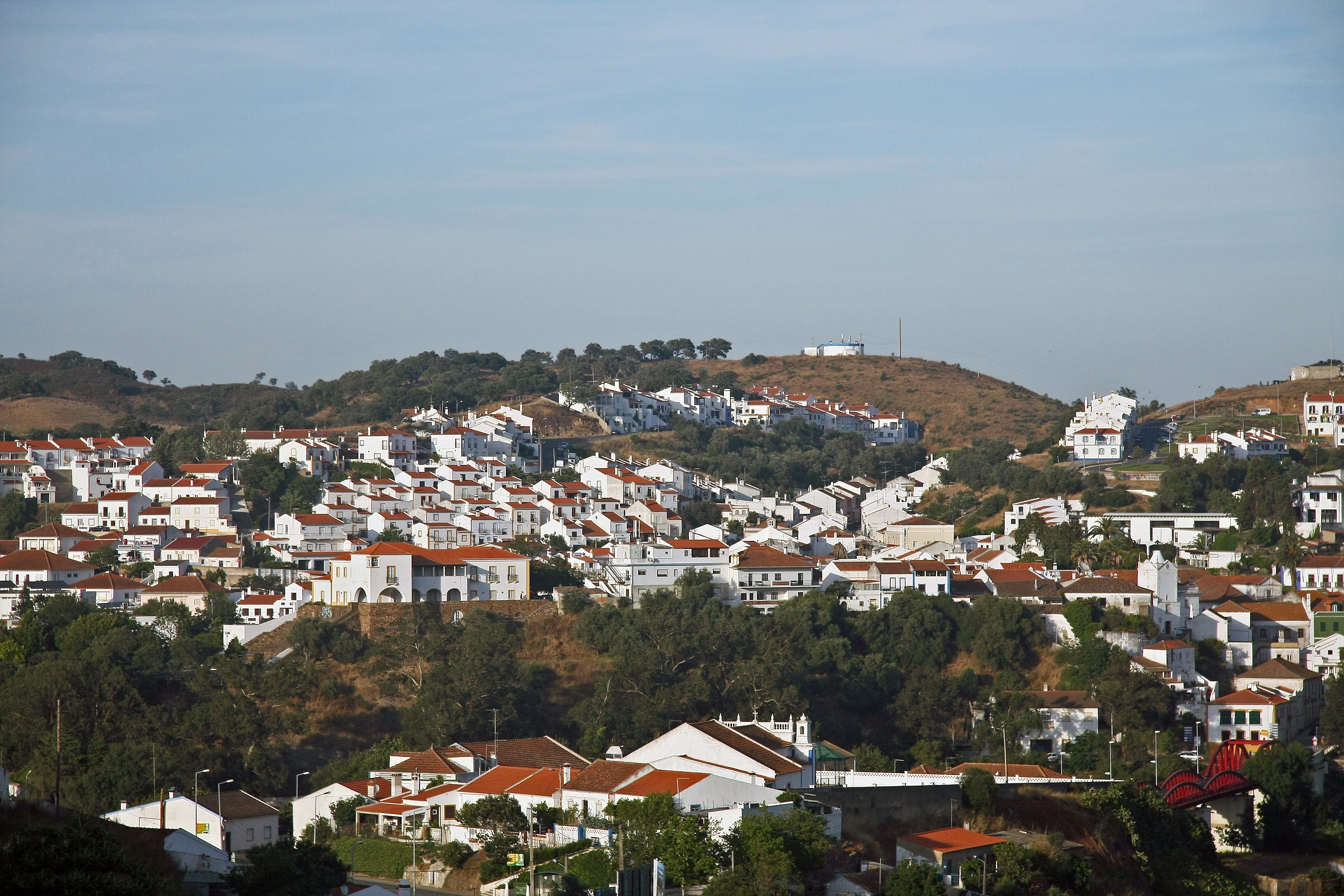
Vista geral de Odemira, em 2016. No centro situa-se o edifício da Biblioteca Municipal, em cima das ruínas do castelo, e sobranceiro ao Rio Mira. A área do Bairro do Castelo situa-se à esquerda da Câmara Municipal, assinalada por uma torre branca.

### Séculos XX e XXI
Em 1974 a Direcção-Geral dos Edifícios e Monumentos Nacionais fez trabalhos de remoção de terras no sentido de elevar os panos da muralha e determinar as estruturas originais, mas este processo, feito sem acompanhamento arqueológico, teve fracos resultados, além que a instalação da esplanada terá levado à destruição de vestígios do castelo. As ruínas do castelo foram homologadas como Imóvel de Interesse Público por um despacho de Agosto de 1980. Na Resolução do Conselho de Ministros n.º 114/2000, de 25 de Agosto, o antigo castelo foi introduzido no Plano Director Municipal de Odemira, com a denominação de Muralhas do antigo castelo de Odemira (troços existentes). Em 1995 o antigo povoado fortificado foi alvo de trabalhos arqueológicos, no âmbito do programa de Levantamento Arqueológico do Concelho de Odemira, tendo sido identificadas as antigas muralhas do castelo medieval, mas não foram encontrados quaisquer materiais de superfície.
Entre 1997 e 1999, foi construído o edifício da Biblioteca Municipal de Odemira, no interior das ruinas das muralhas do castelo. A biblioteca, desenhada por António Maria Braga e Alberto Castro Nunes, foi inaugurada em 5 de Setembro de 2000. O local do antigo castelo foi ocupado por um espaço verde, o Cerro do Peguinho. O Decreto-Lei n.º 309/2009, de 23 de Outubro, fez caducar o processo de classificação do imóvel, uma vez que determinou que os procedimentos que não estavam em fase de consulta pública deveriam prescrever.

## Leitura recomendada
- ALMEIDA, João de (1948). Roteiro dos Monumentos Militares Portugueses. Volume III. Lisboa: Edição do autor
- QUARESMA, António Martins (1989). Odemira - Subsídios para uma Monografia. Volume II. Odemira: Câmara Municipal de Odemira
- VILHENA, Jorge; RODRIGUES, Joel (2009). O Grande Fosso: A escavação arqueológica no Cineteatro Camacho Costa e o Cerro do Castelo de Odemira na Idade do ferro Tardia. Actas do 1.º Encontro de História do Alentejo Litoral. Sines: Centro Cultural Emmerico Nunes. pp. 204–214